# Storsund, Estland
Storsund (estniska: Suur väin) är ett sund utanför Estlands västkust. Det ligger mellan ön Moon i landskapet Saaremaa (Ösel) och fastlandet vid Pärnumaa, 120 km sydväst om huvudstaden Tallinn. Storsund utgör havsområdet Moonsunds sydligaste del och angränsar till Rigabukten i söder. Sundets södra och smalaste (6 km) del benämns Viire kurk och där över går färjetrafiken mellan Kuivastu på Moon och Virtsu på fastlandet. Öarna Papilaid, Kesselaid, Kõvajalaid och Viirelaid är belägna i Storsund. Namnet är en pendang till det smalare Lillsund som skiljer Moon från Ösel.  